# Ternstroemia gymnanthera
Ternstroemia gymnanthera là một loài thực vật có hoa trong họ Pentaphylacaceae. Loài này được (Wight & Arn.) Bedd. miêu tả khoa học đầu tiên năm 1871.

## Hình ảnh

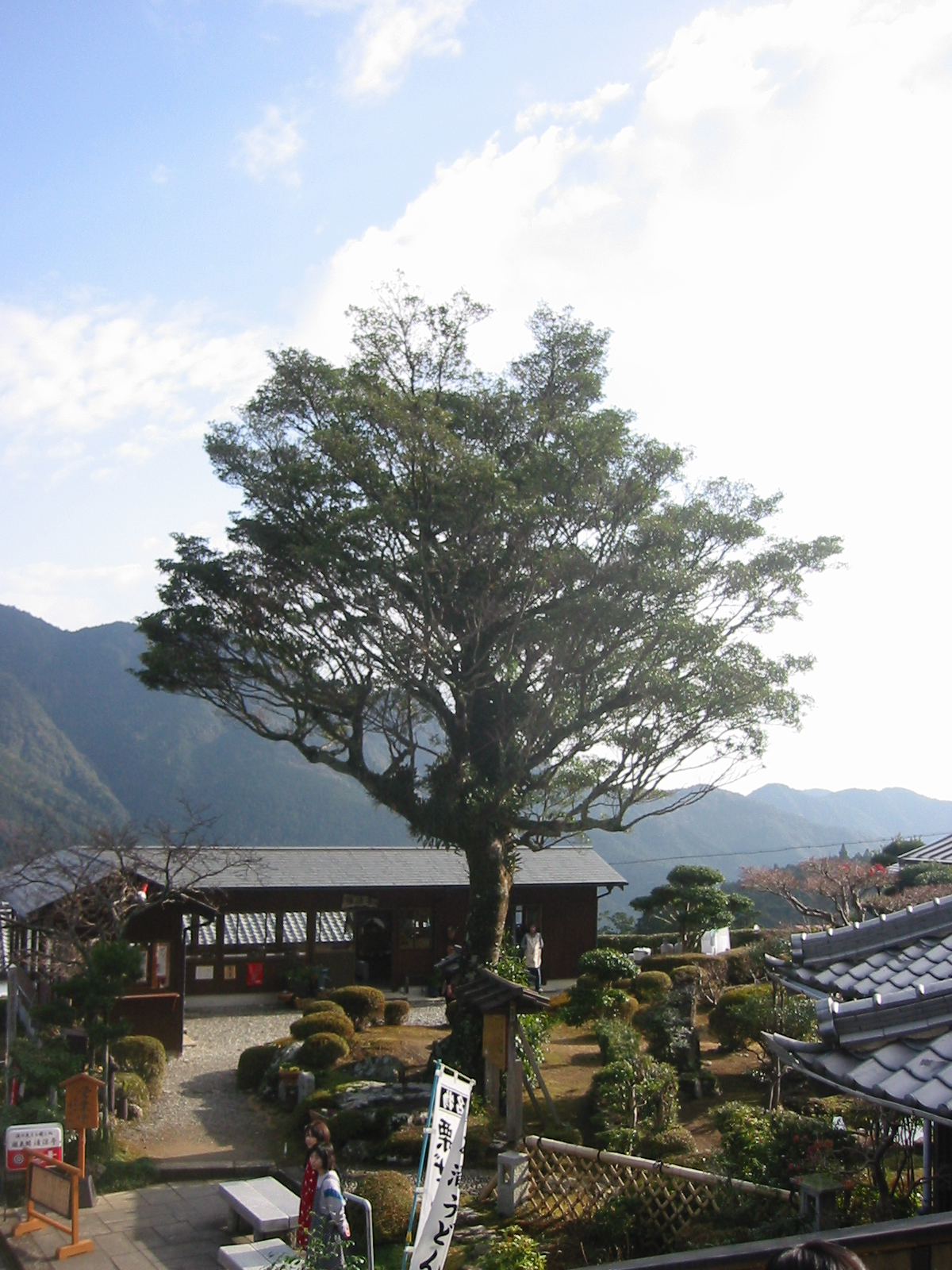
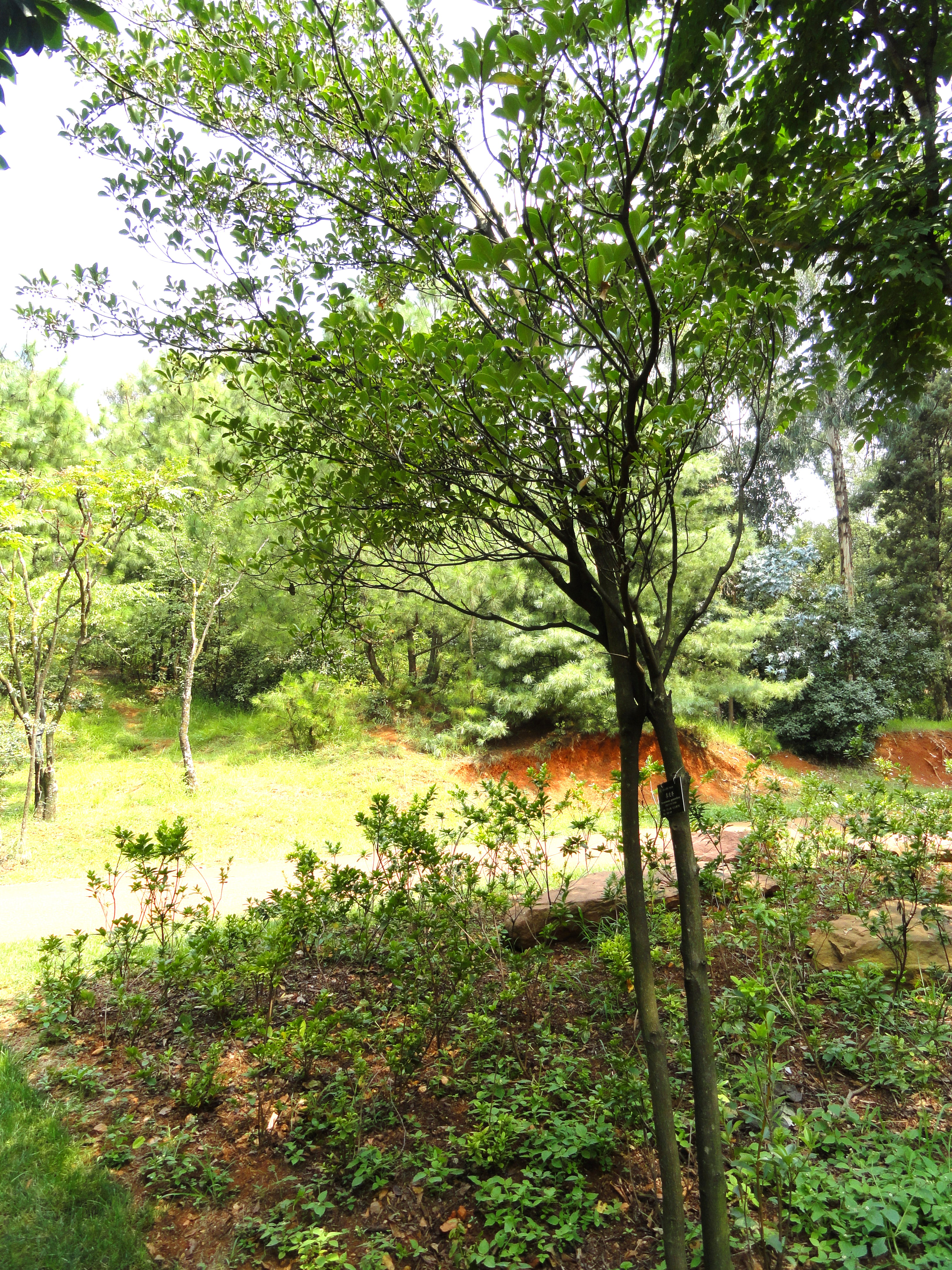
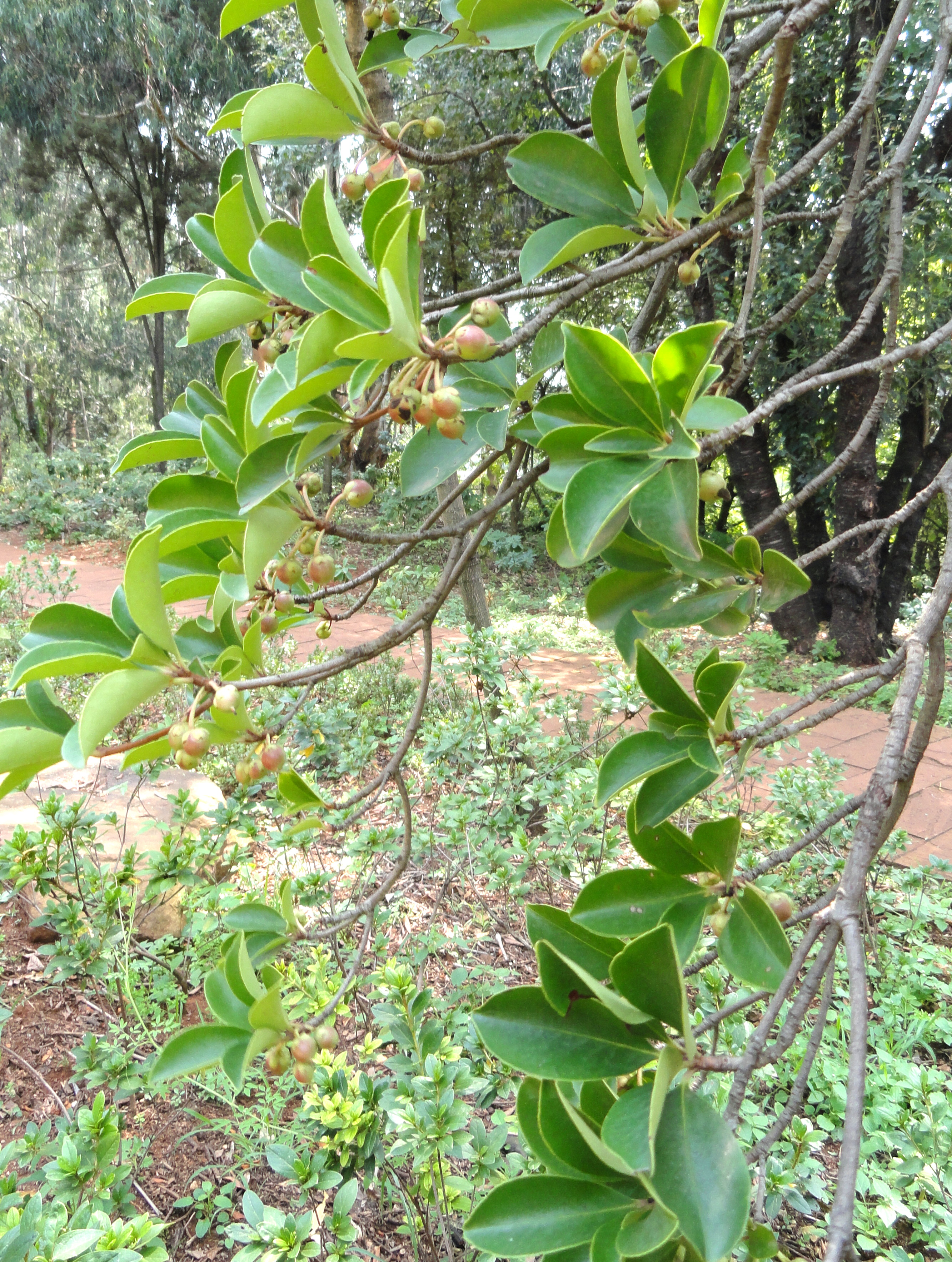
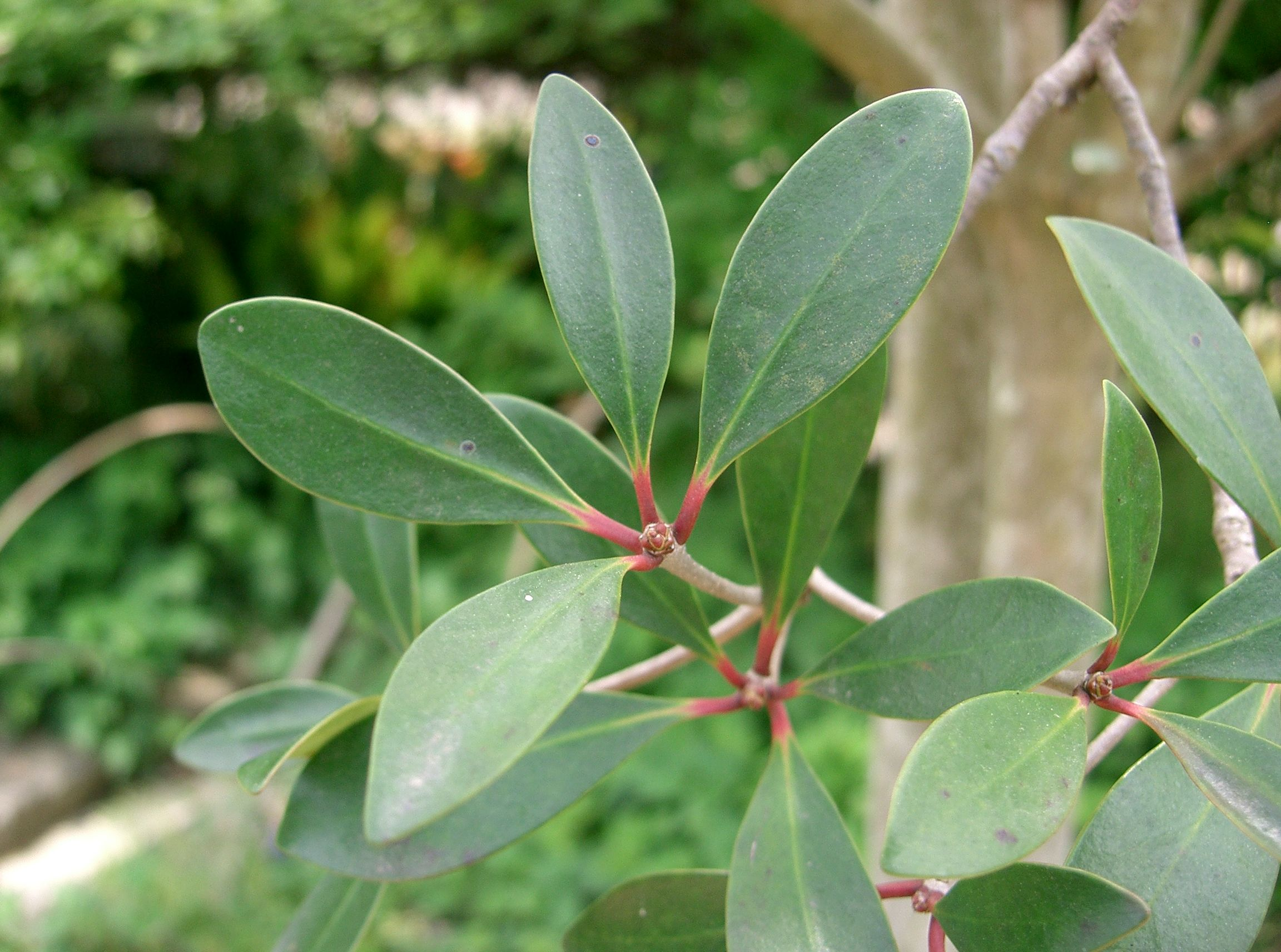